# Lynes Woods Wildlife Sanctuary
Das Lynes Woods Wildlife Sanctuary ist ein 188 Acres (76,1 ha) umfassendes Schutzgebiet bei Westhampton im Bundesstaat Massachusetts der Vereinigten Staaten. Es wird von der Massachusetts Audubon Society verwaltet.

## Schutzgebiet
Das Schutzgebiet liegt in der Nähe des Arcadia Wildlife Sanctuary und bietet mit Wäldern, mit Sträuchern bewachsenen Feldern und Feuchtgebieten Lebensräume für eine Vielzahl von Tieren und Pflanzen. Alte Steinwälle zeugen von der früheren Nutzung als Landwirtschaftsbetrieb und Obstplantage. Besuchern steht ein 1 mi (1,6 km) langer Rundweg zur Verfügung, der unter anderem am durch das Schutzgebiet fließenden Lyman Brook entlang sowie durch dichte Bestände der Breitblättrigen Lorbeerrose (Kalmia latifolia, engl. mountain laurel) führt.
Es können Vögel wie der Pieperwaldsänger oder auch Spechte sowie Säugetiere wie Füchse, Schwarzbären und Elche beobachtet werden. Ein beliebter Beobachtungspunkt befindet sich am alten Farmteich an der Nordgrenze des Schutzgebiets.